# 어린 왕자 (드라마)
《어린 왕자》는 1999년 5월 3일부터 1999년 8월 26일까지 방송되었던 어린이 드라마다. 과거 SF 어린이 드라마로 크게 화제가 되었던 작품이며, 이와 비슷한 장르는 요정컴미와 울라불라 블루짱이 있다.

## 등장 인물
- 이인 : 정유성 역: 다른 별에서 온 외계인이자 주인공. 텔레파시를 쓸 수 있는 초능력자이다.
- 강일 : 정진성 역: 정유성과의 동생 관계이다.
- 서미영 : 한별 역: 금성을 관찰하며 유성이랑 친구가 되고 싶어한다.
- 양미경 : 유성&진성 모 역
- 강남길 : 유성&진성 부 역
- 신상훈 : 맹호림 역
- 신지수 : 연희 역
- 정후 : 셜리 역
- 이애정 : 봉선 역
- 이재현 : 현준 역
- 오현철 : 창현 역
- 김세준
- 허진
- 김병세 : 한별 부 역
- 김지남 : 신주란 역
- 김광필

| 한국방송공사 어린이 드라마                     | 한국방송공사 어린이 드라마                   | 한국방송공사 어린이 드라마                                    |
| 이전 작품                                      | 작품명                                       | 다음 작품                                                     |
| ---------------------------------------------- | -------------------------------------------- | ------------------------------------------------------------- |
| 사랑의 학교 (1991년 7월 1일 ~ 1991년 10월 4일) | 어린 왕자 (1999년 5월 3일 ~ 1999년 8월 26일) | 누룽지 선생과 감자 일곱개 (1999년 8월 30일 ~ 2000년 2월 25일) |